# 黑尔特林根
黑尔特林根是德国莱茵兰-普法尔茨州的一个市镇。总面积3.19平方公里，总人口417人，其中男性214人，女性203人（2011年12月31日），人口密度131人/平方公里。